# Kantoria (staw)
Kantoria – zbiornik wodny znajdujący się w tarnowskiej dzielnicy Piaskówka, powstały w wyniku zatopienia wyrobisk gliny.

## Etymologia
Nazwa zbiornika wodnego wywodzi się od nazwy ulicy Kantoria (do początku 1930, od 27 stycznia 1930 – Legionów, od 31 stycznia 1950 – Stalingradzka, i ponownie po 1990 – Legionów, początkowy jej fragment, rozpoczynający się na Starym Mieście przy ulicy Wałowej nosił nazwę ulica Pocztowa). W XVIII wieku była to droga polna przechodząca przez folwark kanonika Józefa Krolińskiego, kantora tarnowskiej katedry.

## Lokalizacja
Staw Kantoria leży w dzielnicy Piaskówka, w okolicy Parku Strzeleckiego oraz tarnowskiego parku wodnego. Od północy graniczy z rowem odwadniającym zwanym Rowem od Strzelnicy oraz ogródkami działkowymi im. Kopernika. Od wschodu, południa i zachodu zbiornik otoczony jest wysokimi na 8–11 m skarpami powstałymi wskutek wybrania materiału dla cegielni. Na zachód od stawu biegnie ulica Józefa Piłsudskiego.

## Charakterystyka
Kantoria jest bezodpływowym zbiornikiem antropogenicznym o powierzchni 2,12 ha, którego głębokość przekracza 15 metrów. Jego brzegi są gęsto porośnięte trzciną. Staw powstał na terenie byłej kopalni gliny, w której eksploatowano iły mioceńskie do produkcji ceramiki czerwonej w cegielni Kantoria.
W akwenie nie ma warunków do uprawiania sportów wodnych, ponieważ wraz z wyrobiskiem zalane zostały pozostałości elementów dawnej kopalni. Staw Kantoria jest dzierżawiony Polskiemu Związkowi Wędkarskiemu.
W stawie występują ryby, dominującymi gatunkami są płoć, karp, karaś, leszcz, lin, amur, sum, szczupak oraz węgorz.
Okolice stawu uznawane są za tereny zieleni miejskiej o dużych walorach krajobrazowych i przyrodniczych.

## Historia
W latach 1902–1906, na obszarze 24 morgów, w okolicy obecnie istniejącego stawu, powstała cegielnia, zbudowana z inicjatywy Emila Brocha i Arnolda Lewenheima. Fabryka miała własne wyrobisko surowca. Wytwarzano w niej cegły, dachówki, sączki drenarskie oraz piece kaflowe. Z biegiem lat zmieniali się jego właściciele, chociaż przylgnęła doń nazwa „Kantorya/Kantoria”. Zakład zaczął wykorzystywać maszynę parową o mocy 60 HP i zatrudniał około 100 osób. Był nowoczesny jak na swoje czasy: zatrudnienie rosło, miał m.in. własną bocznicę kolejową odchodzącą od linii kolejowej z Tarnowa do Szczucina.
W latach 60. XX wieku potwierdzono istnienie złoża gliny znajdującego się na powierzchni ok. 14 ha, przewidując perspektywę 70-letniego wydobycia. Pod koniec XX w. kopalnia zaprzestała działalności, a złoże z dniem 31 grudnia 1997 roku, mimo jego niewyeksploatowania, zostało wykreślone z ewidencji zasobów Ministerstwa Środowiska. W wyniku zarzucenia odwadniania, wyrobisko wypełniło się wodą pochodzącą z dopływów wód podziemnych oraz opadów atmosferycznych.
W 2019 roku tereny leżące przy ulicy Piłsudskiego, po zachodniej stronie zbiornika, zagospodarowano, tworząc tam strefę wypoczynku i rekreacji.

## Galeria

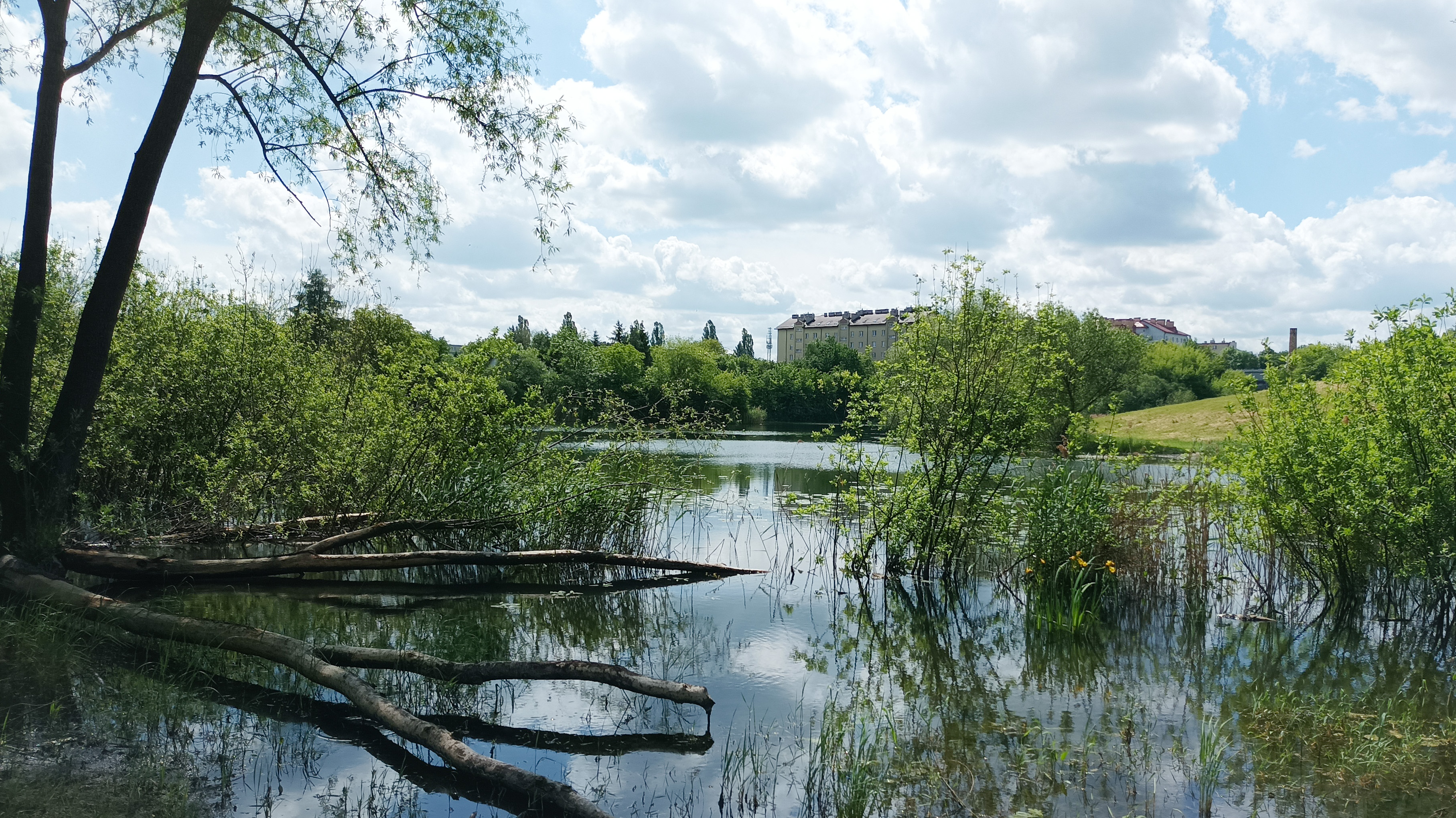
Widok na Kantorię od północy
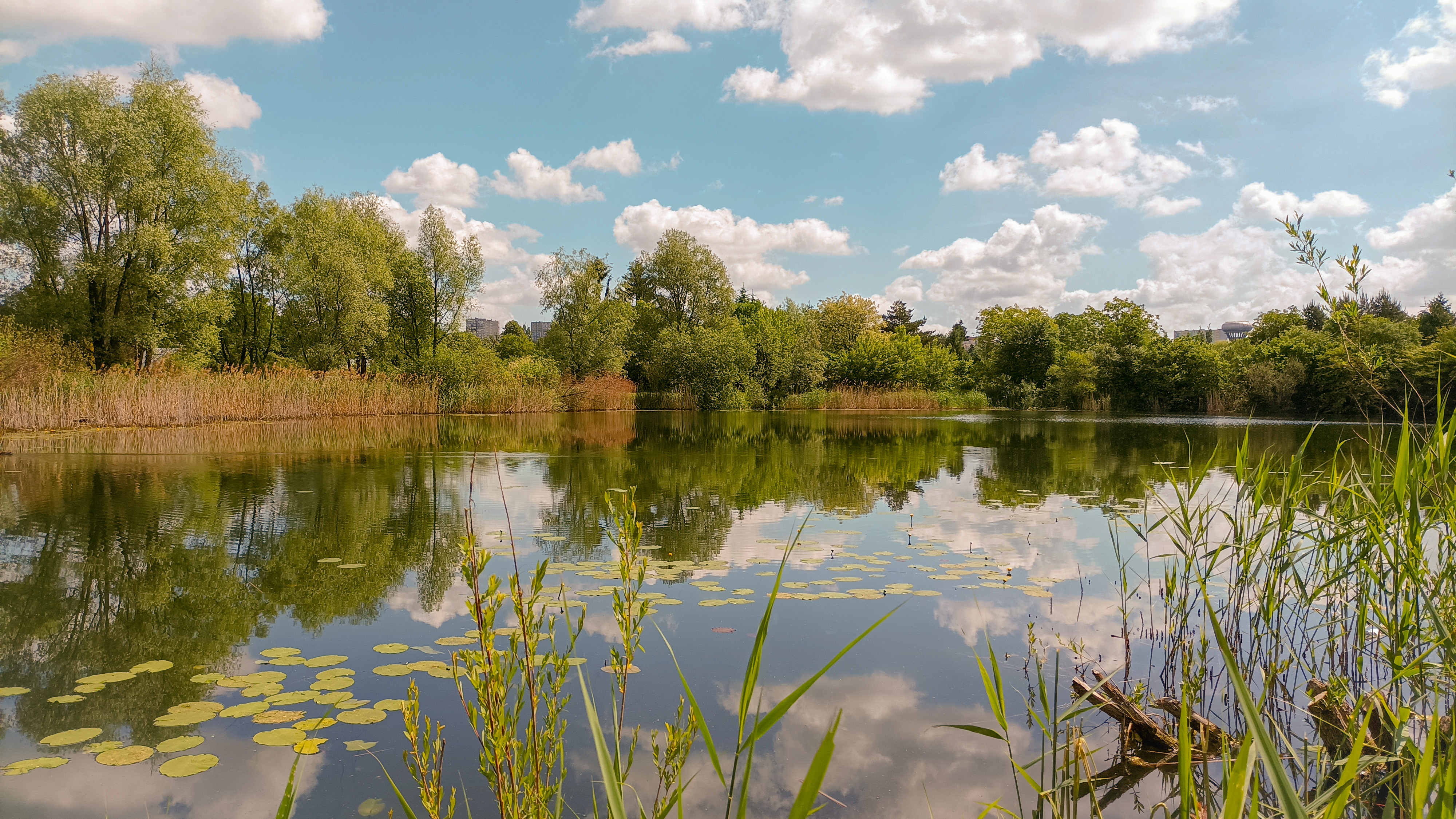
Widok z zachodu. Po prawej stronie w głębi widoczna Wieża ciśnień w Tarnowie.
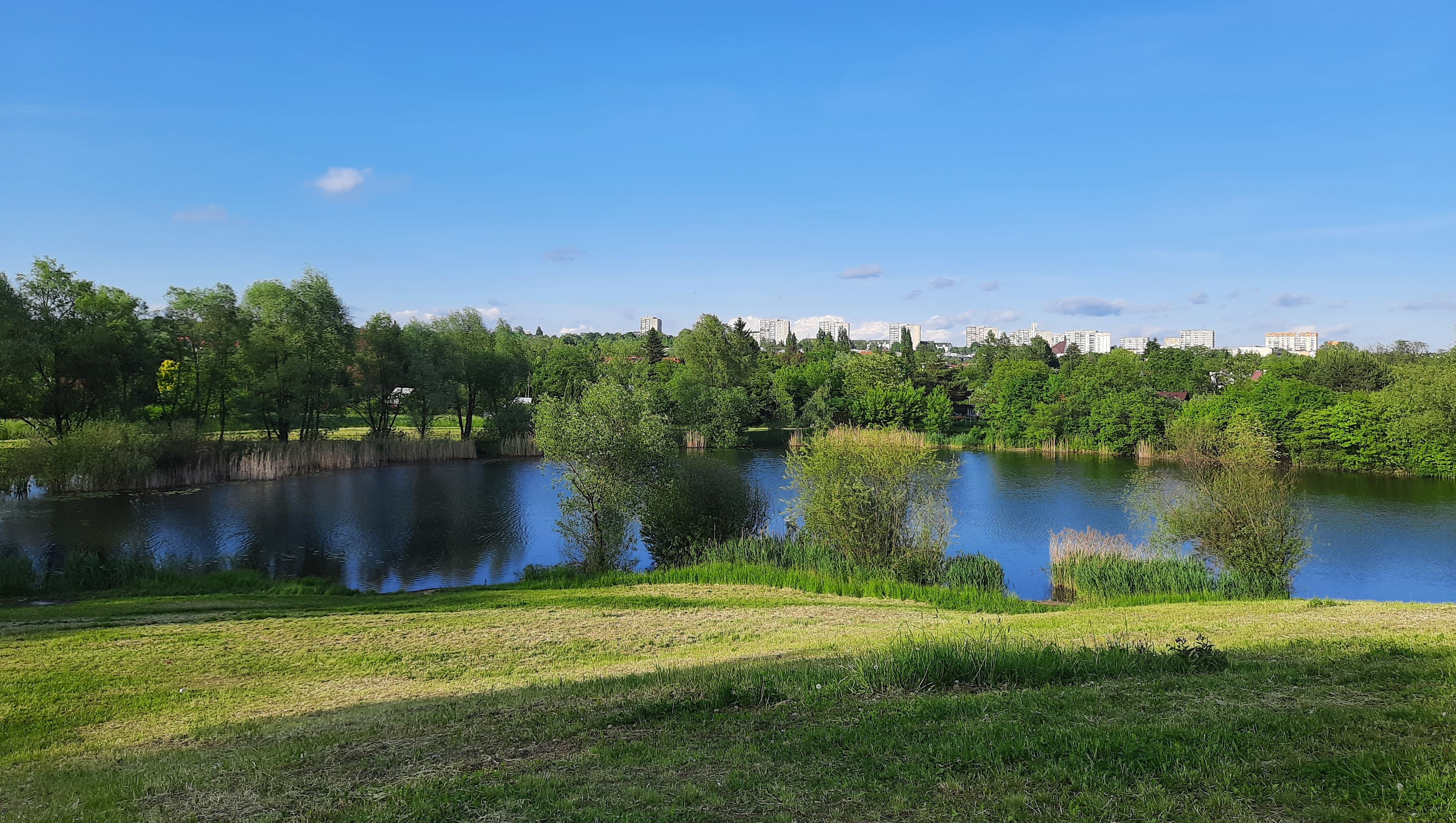
Widok na zbiornik z zachodu
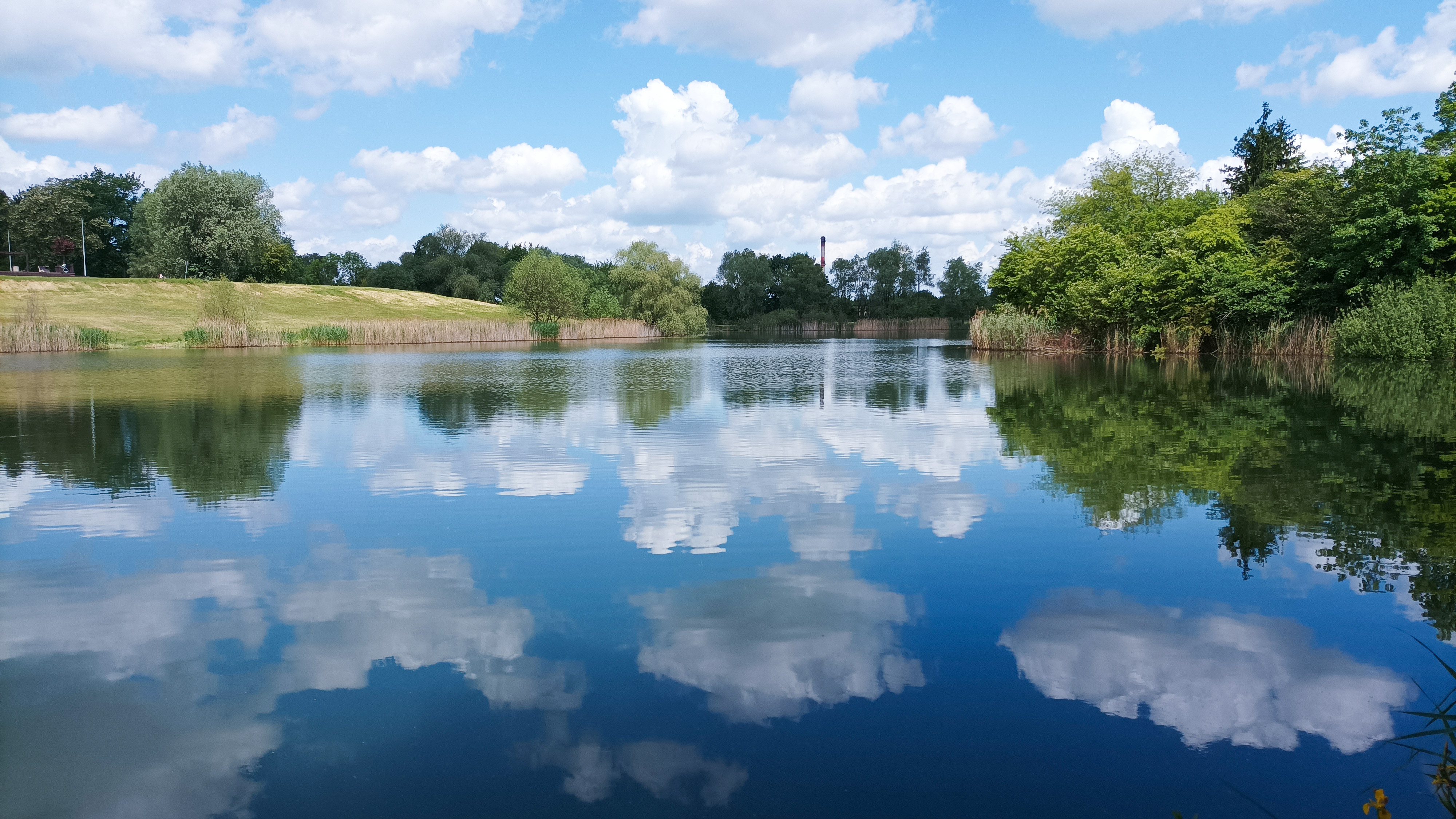
Widok na staw od południa